# Milagros (Spagna)
Milagros è un comune spagnolo di 459 abitanti situato nella comunità autonoma di Castiglia e León. Il paese è stato utilizzato nel 1966 per girarci un film genere spaghetti western all'ombra di una colt, peccato che i 459 abitanti attuali non abbiano ancora saputo cogliere l occasione di sfruttare questa cosa e creare un evento annuale dedicato a quei 20 anni (1960/1980) dove italia e Spagna diedero del filo da torcere al mondo di celluloide americano